# Crista Cullen
Chay Crista Kerio (Christa) Cullen (Boston, 20 augustus 1985) is een Engelse hockeyspeelster. Cullen won 2016 met de Britse hockeyploeg de gouden olympische medaille, door in de finale Nederland te verslaan na het nemen van shoot-outs.

## Erelijst

### Groot-Brittannië
- 2008 – 6e Olympische Spelen in Peking
- 2012 –  Olympische Spelen in Londen
- 2016 –  Olympische Spelen in Rio de Janeiro

### Engeland
- 2006 - 7de WK in Madrid
- 2010 -  WK in Rosario